# História dos Emirados Árabes Unidos

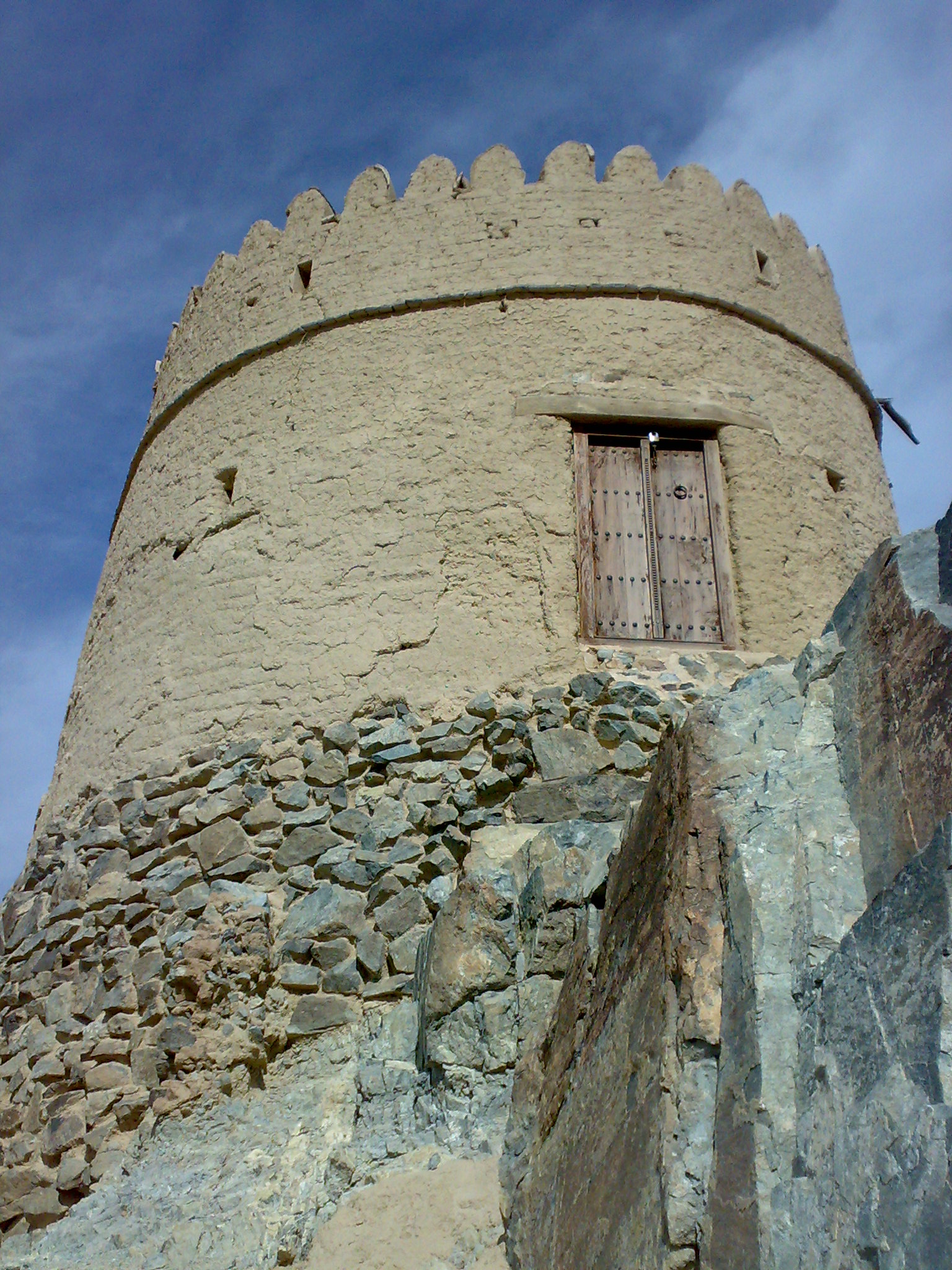
Um torre de vigia do século XVIII, em Hata

A habitação humana mais antiga dos Emirados Árabes Unidos data do período neolítico, c. 5 500 a.C.. Nesta fase, há provas de interação com o mundo exterior, em particular com civilizações ao norte. Estes contatos persistiram e tornaram-se abrangentes, provavelmente motivados pelo comércio do cobre nas Montanhas Hajar, que teve início por volta de 3 000 a.C.. O comércio exterior, tema recorrente na história desta região estratégica, floresceu também em períodos posteriores, facilitado pela domesticação do camelo e o fim do segundo milénio a.C..
Por volta do século I, o tráfico terrestre entre a Síria e cidades do sul do Iraque começou, seguido pela viagem marítima ao importante porto de Omana (hoje em dia, chama-se Umm al Qaywayn) e, daí para a Índia, sendo uma alternativa para a rota do Mar Vermelho usada pelos romanos. Pérolas haviam sido exploradas na região durante milênios, mas neste momento, o comércio atingiu novos patamares. Viagens marítimas também foram um esteio e feiras importantes foram feitas em Doba, trazendo mercadores de regiões longínquas, como por exemplo, a China.

## Primórdios
A chegada dos enviados do profeta Maomé, em 630, anunciava a conversão da religião para o Islã. Após a morte de Maomé, uma das maiores batalhas das Guerras da Apostasia foi travada em Doba, resultando na derrota dos não-muçulmanos e o triunfo do Islã na Península Arábica.
Em 637, Julfar (hoje Ras al Khaimah) era uma plataforma para a conquista do Irã. Durante muitos séculos, Julfar tornou-se um porto rico e um centro de pérolas, as quais viajavam por todo o Oceano Índico.
A expansão portuguesa adentro do Oceano Índico, no início do século XVI, seguindo a rota de exploração do navegador Vasco da Gama, presenciou a batalha dos Turco-otomanos pela costa do Golfo Pérsico. Os portugueses controlaram esta área durante cerca de 150 anos, conquistando assim, os habitantes da Península Arábica. Vasco da Gama foi ajudado por Ahmad Ibn Majid, um navegador e cartógrafo árabe de Julfar, a encontrar a rota das especiarias da Ásia.

### Domínio britânico e otomano

A bandeira da "Costa da Trégua"

Em seguida, algumas partes da nação caíram perante à influência direta do Império Otomano durante o século XVI. Posteriormente, a região ficou conhecida pelos britânicos como a "Costa Pirata", por causa de invasores que ali se concentravam que assediaram o setor marítimo, apesar de tanto navios europeus, quanto árabes patrulharem a área do século XVII ao XIX. Expedições britânicas para proteger o comércio indiano de invasores de Ras al-Khaimah levaram à campanhas contra estas sedes e outros portos ao longo da costa em 1819. No ano seguinte, um tratado de paz foi assinado, ao qual todos os xeques aderiram. As invasões continuaram de forma intermitente até 1835, quando os xeques não concordaram em participar das hostilidades do mar. Em 1853, eles assinaram um tratado com o Reino Unido, sob  qual os xeques (os "Xeques da Trégua") concordaram com uma "trégua marítima perpétua". O tratado foi executado pelo Reino Unido, porém disputas entre os xeques foram encaminhadas para os britânicos para uma resolução.
Principalmente em reação à ambição de outros países europeus, o Reino Unido e os Xeques da Trégua estabeleceram vínculos mais próximos em um tratado, em 1892, semelhante a outros tratados assinados entre o Reino Unido e outros principados do Golfo Pérsico. Os xeques não concordaram em ceder qualquer território, exceto ao Reino Unido, e não estabelecer relações com qualquer governo estrangeiro, sem que seja o UK, sem seu consentimento. Em troca, os ingleses prometeram proteger a Costa da Trégua de qualquer agressão marítima e ajudar em caso de ataque terrestre.

## Indústria petrolífera e de pérolas
Durante o século XIX e o início do XX, a indústria de pérolas prosperou, proporcionando renda e emprego para o povo do Golfo Pérsico. Isto começou a se tornar um bom recurso econômico para a população local. Então, a Primeira Guerra Mundial teve um severo impacto na pesca de pérolas, porém foi a depressão econômica no final da década de 1920 e início da década de 1930, junto com a invasão japonesa das pérolas cultivadas, que destruiu a indústria da pérola. A indústria finalmente desapareceu após a Segunda Guerra Mundial, quando o recém-independente governo da Índia impôs altos impostos nas pérolas importadas dos Estados árabes do Golfo Pérsico. O declínio das pérolas resultou em uma era muito difícil, com poucas oportunidades de construir uma boa infra-estrutura.
No início da década de 1930, a primeira empresa petrolífera dos EAU realizou inquéritos preliminares e então, o primeiro carregamento de petróleo bruto foi exportado de Abu Dabi em 1962. Como aumento das receitas do petróleo, o Governador de Abu Dabi, o Xeque Zaíde ibne Sultão Naiane, empreendeu um programa de construções, construindo escolas, moradias, hospitais e rodovias. Quando as exportações de petróleo de Dubai começaram, em 1969, o Xeque Rashid bin Saeed Al Maktoum, governante de Dubai de facto, também foi capaz de utilizar as reservas de petróleo para melhorar a qualidade de vida da população.
Em 1955, o Reino Unido ficou ao lado de Abu Dabi em uma disputa com Omã sobre o Oásis Buraimi, um outro território ao sul. Um acordo em 1974 entre Abu Dabi e a Arábia Saudita teria resolvido a disputa de fronteiras Abu Dabi-Arábia Saudita; no entanto, o acordo ainda tem de ser ratificado pelo governo dos Emirados Árabes Unidos e não é reconhecido pelo governo Saudita. A fronteira com Omã também também permanece, oficialmente, incerta, porém os dois governos concordaram em delinear a fronteira em maio de 1999.

## Xeque Zaíde e a União

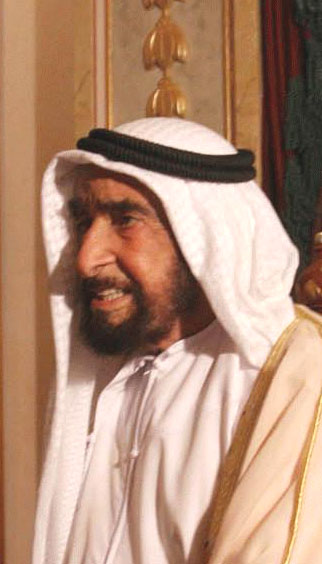
Xeque Zaíde ibne Sultão Naiane, principal arquiteto dos EAU, e seu presidente de 1971 a 2004

No início da década de 1960, o petróleo foi descoberto em Abu Dabi, um evento que levou à rápidos rumores de unificação feitos pelos xeques. O Xeque Zaíde ibne Sultão Naiane tornou-se governador de Abu Dabi em 1966  e os britânicos começaram a perder seus investimentos petrolíferos e a contratar empresas petrolíferas estadunidenses. Os britânicos já haviam iniciado um programa de desenvolvimento que ajudou algumas pequenas reformas nos Emirados. Os xeques dos Emirados decidiram formar um conselho para coordenar as questões entre eles e tomar conta do programa de desenvolvimento. Eles formaram o Conselho dos Estados da Trégua, e nomearam Adi Bitar, o conselheiro legal do Xeque Rashid bin Saeed Al Maktoum, como Secretário-Geral e Conselheiro Legal do Conselho. O conselho acabou quando os Emirados Árabes Unidos foi formado.
Em 1968, o Reino Unido anunciou sua decisão, reafirmada em março de 1971, de dar um fim às relações com os sete Sheikhdoms da Trégua que estiveram, junto ao Barém e Catar, sob proteção britânica. Os nove tentaram formar uma união de emirados árabes, porém e meados de 1971 eles ainda eram incapazes de concordar em termos de união, mesmo que as relações britânicas expirariam em dezembro daquele ano. O Barém tornou-se independente em agosto, e O Catar em setembro de 1971. Quando o tratado britânico-Sheikhdoms da Trégua expirou em 1º de dezembro de 1971, os sete estados que ainda não haviam declarado suas independências acabaram se tornando independentes juntos, como um país único. Os mandantes de Abu Dabi e Dubai formaram uma união entre seus dois emirados independente, prepararam uma constituição, e chamaram os mandantes dos outros cinco emirados para uma reunião e ofereceram-lhes uma oportunidade de participar deste novo país. Também foi acordado entre o dois que a constituição seria escrita a 2 de dezembro de 1971. Nesta data, no Palácio Guesthouse de Dubai, quatro outros emirados concordaram em entrar em uma união que se chamaria Emirados Árabes Unidos. Ras al-Khaimah apenas se juntou depois, no início de 1972.
Após os atentados terroristas de 11 de setembro nos Estados Unidos, os EAU foram identificados como um importante centro financeiro usado pela Alcaida para transportar dinheiro aos sequestradores (dos dois sequestradores do 11/9, Marwan al-Shehhi e Fayez Ahmed Bannihammad, que bateram com o United Flight 175 na Torre Sul do World Trade Center, eram cidadãos emiratenses). A nação imediatamente cooperou com os Estados Unidos, congelando contas ligadas a suspeitos de terrorismo e reprimido fortemente a lavagem de dinheiro. O país já havia assinado um acordo de defesa militar com os EUA em 1994 e um com a França em 1995.
Os EAU apoiou as operações militares dos Estados Unidos e os outros países engajados na guerra contra os talibãs no Afeganistão (2001) e Saddam Hussein e Alcaida no Iraque (2003) bem como operações que ajudam à Guerra Global contra o Terrorismo no Chifre da África, na Base Aérea de Zafra, localizada fora de Abu Dabi. A base aérea também ajudou operações dos Aliados na Guerra do Golfo Pérsico (1991).
Em 2 de novembro de 2004, o primeiro presidente dos EAU, Xeque Zaíde ibne Sultão Naiane, faleceu. Seu filho mais velho, Xeque Califa ibne Zaíde Naiane, sucedeu-o como governador de Abu Dabi. De acordo com a constituição, o Supremo Conselho de Governadores dos EAU elegeu Califa como presidente. O Xeque Maomé ibne Zaíde Naiane sucedeu Califa como príncipe herdeiro de Abu Dabi. Em janeiro de 2006, o Xeque Maktoum bin Rashid Al Maktoum, o primeiro-ministro dos EAU e o governador de Dubai, faleceu, e o príncipe herdeiro, o Xeque Mohammed bin Rashid Al Maktoum assumiu seus papéis.